# ام‌رایس

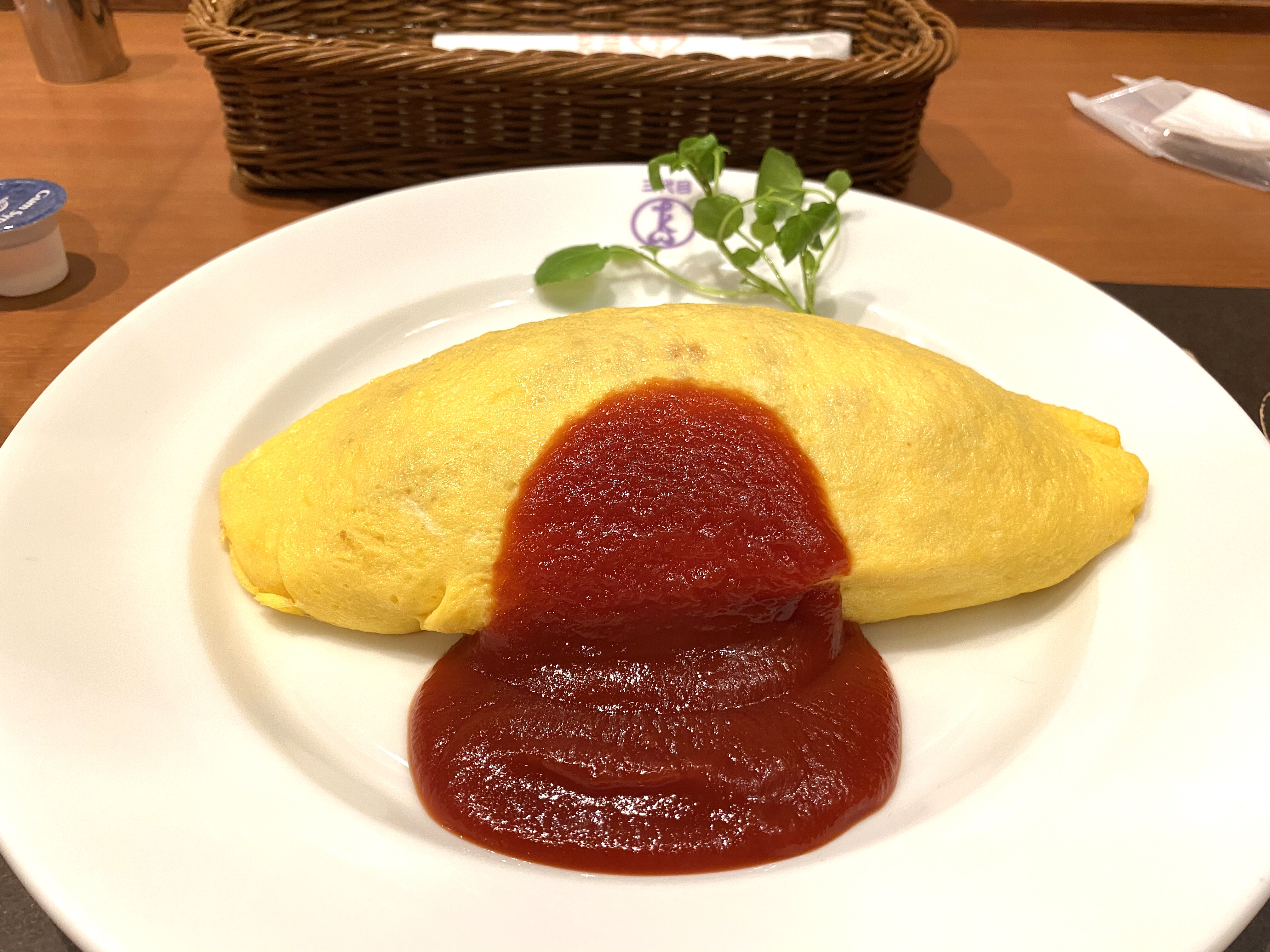
اُم‌رایس

اُم‌رایس (به ژاپنی: オムライス Omurice) یکی از انواع غذاهای برنجی است که در اصل به سبک غذاهای غربی است اما طرز تهیهٔ آن توسط ژاپنی‌ها به وجود آمده‌است. نام غذا از ترکیب املت (به انگلیسی: Omelette) به زبان فرانسه و رایس (به انگلیسی: Rice) به زبان انگلیسی به وجود آمده و کلمه حاصل یک واژهٔ ترکیبی خارجی وارد شده به زبان ژاپنی به‌شمار می‌رود. در این نوع غذا برنج و گوشت مرغ یا برنج با مزهٔ کره در داخل تخم مرغ پیچانده شده، به صورتی که شکل نیمرو پیدا می‌کند. برای چاشنی از کچاپ استفاده می‌شود.